# زامبی (ترانه)
«زامبی» (به انگلیسی: Zombie) نام یکی از ترانه‌های گروه ایرلندی کرنبریز و یکی از قطعه‌های آلبوم سال ۱۹۹۴ آن‌ها نیازی به استدلال نیست است. «زامبی» که شعر آن مضمونی شکایت‌آمیز در مورد کشمکش‌های دههٔ ۱۹۶۰ تا ۱۹۹۰ میان انگلیس و ایرلند شمالی دارد، به ویژه به موضوع قتل ۲ کودک در بمب‌گذاری‌های وارینگتون انگلستان (۱۹۹۳) اشاره دارد. این ترانه را دولورس اوریوردن خوانندهٔ کرنبریز سروده‌است. «زامبی» در سال ۱۹۹۴ در جدول‌های موسیقی چند کشور، از جمله آمریکا، آلمان و فرانسه پُرفروش‌ترین تک‌آهنگ روز بود. امینم رپر آمریکایی از این آهنگ در ترک in your head از آلبوم احیا نمونه برداری کرد .